# 미시사
미시사(微視史, microhistory)는 사건, 공동체, 개인, 마을 등 미시적 단위의 연구 대상에 초점을 맞추는 역사학의 한 장르이다. 그러나 그 목적에 있어서 찰스 조이너(Charles Joyner)는 "작은 장소에서 큰 질문을 던진다"는 점에서 단순한 사례 연구와는 구분될 수 있다. 사회사나 문화사와 연관이 깊다. 1970년대 카를로 긴츠부르그 등을 필두로 하여 이탈리아 학계에서 주목받기 시작한 주제이다.

## 같이 보기
- 분류:미시사학자
- 일상사
- 향토사
- 민중사학
- 거시사